# Северное кладбище (Реймс)
Северное кладбище (фр. Cimetière du Nord) — самое старое кладбище Реймса и одно из первых кладбищ во Франции, возникшее за пределами городских стен. Здесь похоронены многие известные уроженцы и жители города. Ряд надгробий в старой части кладбища представляет собой выдающиеся образцы погребального искусства.

## История
Северное кладбище было создано в 1787 году (по другим данным — в 1786 году), после того как главное городское кладбище, находившееся в то время близ городского собора, оказалось переполнено. На нём в основном хоронили умерших пациентов реймсской больницы Отель-Дьё, сотнями помещая тела в огромные общие могилы, и в конце концов осуществлять новые захоронения на небольшой территории в центре города стало небезопасно с точки зрения гигиены. Для нового кладбища был выбран участок за пределами городских стен, недалеко от Марсовых ворот, принадлежавший той же больнице Отель-Дьё. Изначальная площадь в один гектар уже к 1795 году увеличилась вдвое, а в 1832 году кладбище стало занимать четыре гектара. Наконец, к 1856 году оно достигло своей нынешней площади в шесть гектаров и уже к концу XIX века, ввиду роста городских территорий и сноса городских стен, вновь оказалось в черте города.
Во время Первой мировой войны Северное кладбище, как и город в целом, серьёзно пострадало от бомбардировок. После войны многие надгробные памятники и склепы были восстановлены, но те, за которыми уже некому было ухаживать, остались в разрушенном состоянии. На некоторых надгробиях в старой части кладбища до сих пор можно видеть следы снарядов. Вместе с тем кладбище постепенно приобрело для жителей Реймса статус исторического наследия, городского «места памяти».
На Северном кладбище хоронили представителей разных конфессий, в том числе иудаизма и протестантизма. До недавнего времени кладбище, насчитывающее около 4000 захоронений, оставалось действующим. Однако с 2018 года новые захоронения возможны только для членов семей, которые уже имеют здесь участки.

## Часовня Святого Креста
В 1788 году на кладбище была возведена часовня, освящённая в 1789 году как часовня Святого Креста. Автором плана выступил реймсский архитектор Николя Серюрье (фр. Nicolas Serrurier). Часовня в форме ротонды напоминает античный храм; небольшой портик образован четырьмя дорическими колоннами, на которые опирается треугольный фронтон. Часовню венчает купол с окулюсом в центре.
Во время Первой мировой войны часовня Святого Креста серьёзно пострадала, лишившись, в частности, купола. После войны архитектору Анри Денё удалось найти часть оригинальной конструкции, и в 1933 году началось восстановление часовни, завершившееся в 1942 году. В 1944 году, после очередных бомбардировок, были проведены работы по дальнейшему укреплению здания.
С 1927 года часовня имеет статус исторического памятника Франции.

## Захоронения
Для удобства ориентирования Северное кладбище разбито на 41 участок. Наиболее примечательна «старая» часть, в первую очередь, территория, примыкающая к часовне. Здесь похоронены многие выдающиеся жители города и члены старинных семейств, в том числе винодельческих династий (Клико-Понсарден, Хайдсик, Крюг, Лансон, Поммери, Рёдерер), а также мэры города, церковные деятели, врачи, литераторы, художники, архитекторы, военные, судьи и пр. Памятники, надгробные плиты, стелы и обелиски выполнены в различных стилях: неороманский, неоготический, классический, античный, ориентальный. Встречаются также фамильные склепы. Некоторые скульптуры, украшающие могилы, являются произведениями известных скульпторов, таких как Рене де Сен-Марсо и Леон Шавальо. Ввиду большого количества захоронений известных людей и обилия выдающихся образцов погребального искусства Северное кладбище нередко называют «реймсским Пер-Лашезом».
В числе наиболее примечательных памятников:
- Надгробный комплекс семьи Кадо-Тортра (участок 1). Внутри находится изображение двух ангелов, выполненное эмалью по прочерченному рисунку, и скульптура работы Теодора Ривьера — «Скорбь» — изображающая безутешную женщину под длинной ниспадающей вуалью[2].
- Фамильный склеп семьи Клико-Понсарден (участок 2). Здесь похоронена, в частности, Барба-Николь Клико-Понсарден, создательница марки шампанского «Вдова Клико»[16].
- Пьедестал бюста маршала Франции Друэ д’Эрлона (между участками 5, 6, 9, 10)[16]. Сам бронзовый бюст, бывший в XIX веке одной из достопримечательностей кладбища (с ним даже выпускались почтовые открытки[2]), был впоследствии украден[17].
- Мавзолей семьи Госсе (участок 11). Архитектурный ансамбль напоминает два небольших античных храма — с дорическими и ионическими колоннами — в центр каждого из которых помещён саркофаг[18].
- Надгробие аббата Мируа (участок 16). Аббат Эжен Мируа — католический священник, погибший в 1871 году во время Франко-прусской войны. Он был обвинён в хранении оружия и расстрелян прямо у стен кладбища[19]. Жители Реймса, возмущённые этим убийством, собрали средства на надгробный памятник аббату, который выполнил скульптор Рене де Сен-Марсо. Бронзовая скульптура была стилизована под средневековые эффигии; она изображала аббата распростёртым на земле, будто только что сражённым выстрелом. В настоящее время оригинал скульптуры хранится в Реймсском музее изящных искусств, а на его место помещена копия[19].

- Скульптура «Скорбь» (1906)
- Фамильный склеп Клико-Понсарден
- Пьедестал несохранившегося бюста Друэ д’Эрлона
- Погребальный комплекс семьи Госсе
- Надгробие аббата Мируа

На Северном кладбище также находятся несколько мемориалов:
- Памятник награждённым (фр. Monument des médaillés; участок 16). В 1882 году филантроп Шарль Рожле приобрёл участок на Северном кладбище, на котором впредь могли хоронить награждённых теми или иными знаками отличия: орденом Почётного легиона, Воинской медалью или гражданскими медалями. Памятник на участке — работа реймсского скульптора Жозефа Вари[20].
- Памятник погибшим в Франко-прусской войне 1871 года;
- Памятник погибшим в бою под Реймсом в 1814 году;
- Воинское кладбище, где захоронено 306 жертв Первой мировой войны;
- Мемориал основателям еврейской общины Реймса.

- Памятник награждённым
- Памятник погибшим в Франко-прусской войне
- Памятник погибшим в бою под Реймсом
- Воинское кладбище
- Мемориал основателям еврейской общины